# Teriańskie Siodełko
Teriańskie Siodełko – siodełko pod Granią Hrubego w słowackiej części Tatr Wysokich. Znajduje się w północno-wschodniej ścianie Wielkiej Teriańskiej Turni, wcięte pomiędzy jej blok szczytowy a Teriańską Turniczkę. Do Wielkiego Ogrodu w Dolinie Hlińskiej opada z niego Żleb Grosza.
Nazwę przełączce nadał Władysław Cywiński w 14. tomie swojego przewodnika wspinaczkowego Tatry. Grań Hrubego. Prowadzą przez nią drogi wspinaczkowe, w tym droga będąca najłatwiejszym sposobem wejścia od północy na Grań Hrubego, lub zejścia z niej. Nadaje się także do przejścia latem, czym różni się od innych łatwych dróg na Skrajną Bednarzową Ławkę i Skrajną Garajową Ławkę, których przejście sensowne jest tylko zimą.
1. Przez północno-wschodnią ścianę Teriańskiej Turniczki; I w skali tatrzańskiej, z Hrubej Buli 1 godz. 15 min[2].

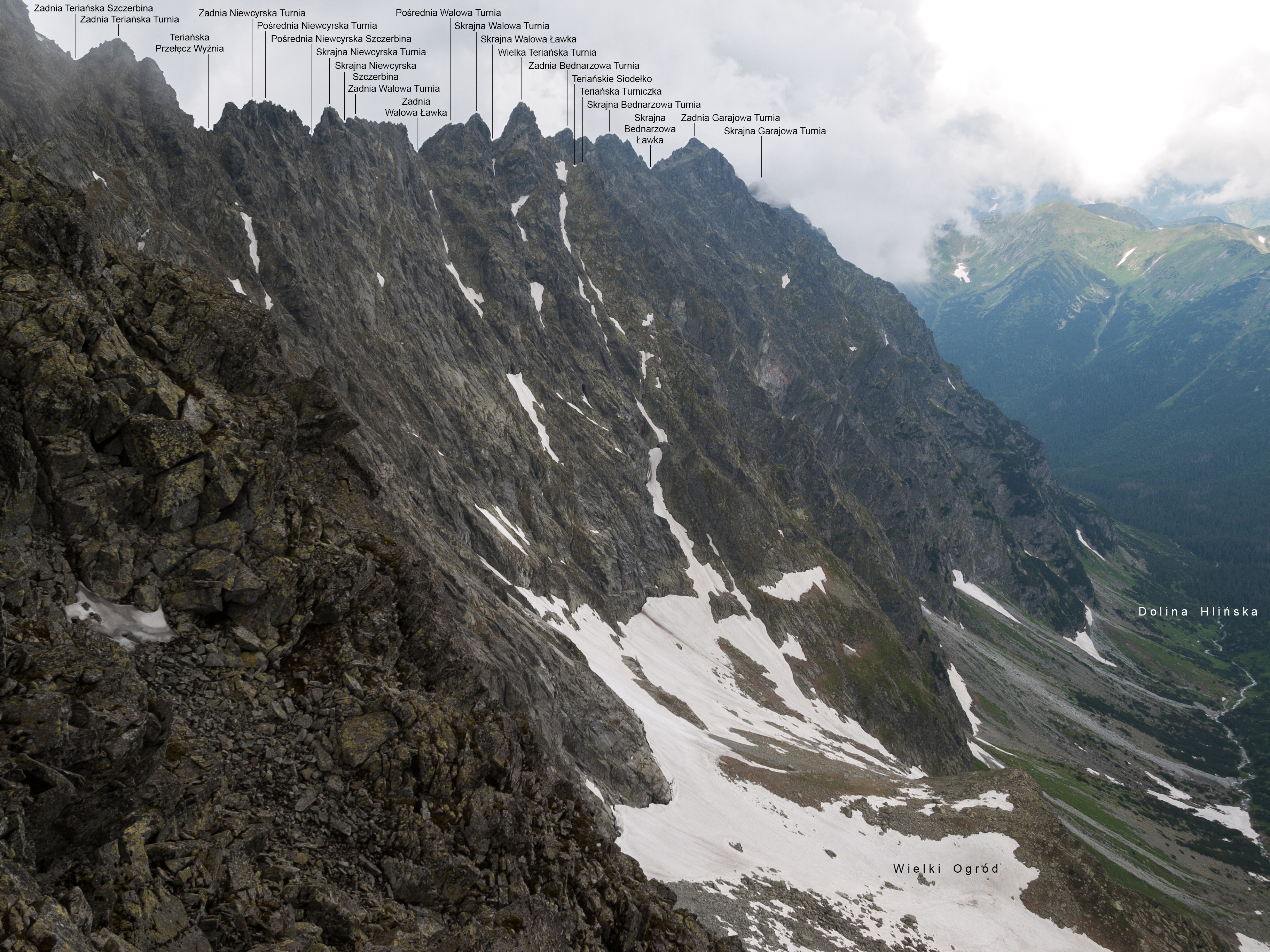
Widok z Kolistej Turni